# Ventilador de flujo guiado

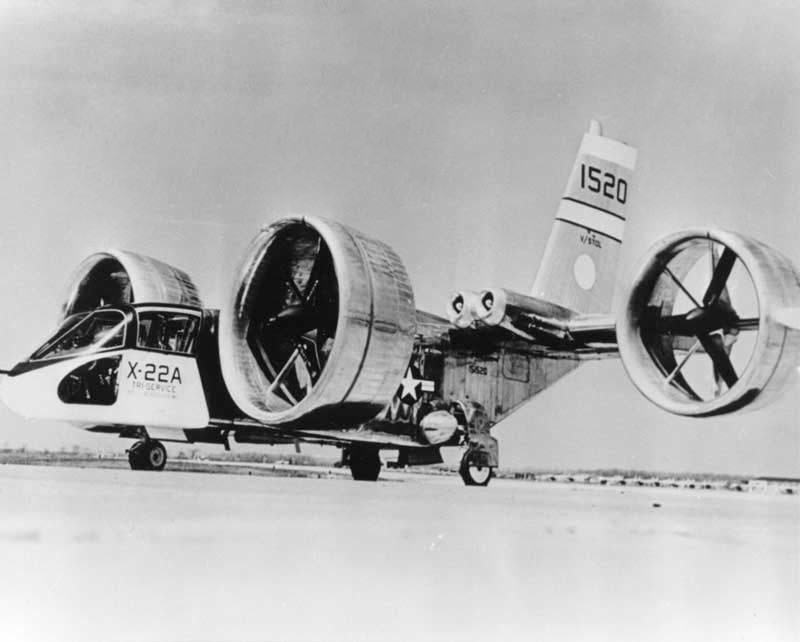
Bell X-22 en la pista

Un ventilador tubular es una disposición de propulsión mediante el cual un ventilador mecánico, que es un tipo de propulsor, está montado dentro de una cubierta o un conducto cilíndrico. El conducto reduce las pérdidas de empuje de las puntas de las hélices, al variar la sección transversal del conducto es posible que el diseñador afecte ventajosamente la velocidad y la presión del flujo de aire de acuerdo con el principio de Bernoulli.
Los conductos del ventilador de propulsión se utilizan en aviones, dirigibles, hidrodeslizadores, aerodeslizadores y Fanpacks.
Los ventiladores tubulares normalmente poseen cuchillas de menor tamaño y en mayor cantidad a diferencia de las hélices, gracias a eso pueden operar a velocidades de rotación superiores.

## Aplicaciones

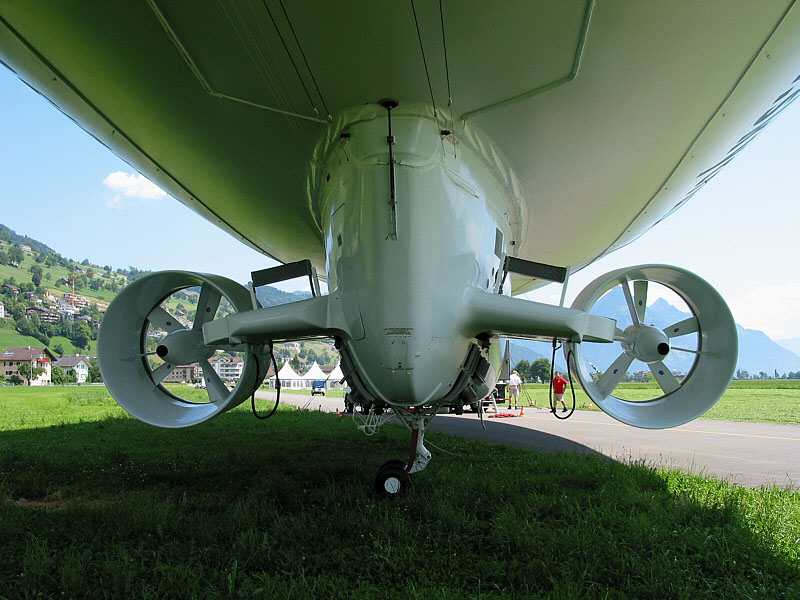
Hélice tubular en un dirigible

En las aeronaves, la velocidad de funcionamiento de un conjunto de hélices sin cubrir es limitada, ya que las velocidades de rotación cercanas a la barrera del sonido se producen a velocidades de desplazamiento más bajas que en un ventilador equivalente de flujo guiado. La disposición de estos ventiladores es usada de manera más común en naves de tamaño completo, donde se suele utilizar un turboventilador (llamado también turbofán); en ellas, el poder de empuje del ventilador es proporcionado por una turbina de gas. Los motores turbofán se utilizan en casi todos los aviones de pasajeros, aviones de caza y bombarderos. Sin embargo, un ventilador de flujo guiado puede ser alimentado por una fuente de potencia en el eje, como un motor alternativo, motor Wankel, o motor eléctrico. Una especie de ventilador tubular, conocida como cola de milano o Fenestron por el nombre de marca que lo comercializa, también se utiliza para sustituir los rotores de cola en helicópteros. Los ventiladores con conductos suelen tener un número impar de palas para evitar la resonancia en el conducto.
Los ventiladores con conductos son favorecidos en aviones VTOL como el Lockheed Martin F-35 Lightning II, y otros diseños de baja velocidad como el aerodeslizador por su mayor relación empuje-peso.
En algunos casos, un rotor envuelto puede ser 94 % más eficiente que un rotor abierto. La mejora del rendimiento se produce principalmente porque el flujo de salida está menos contraído y por lo tanto lleva más energía cinética.
Entre los aviones de aeromodelismo, el ventilador tubular es popular entre los constructores de aviones de alto rendimiento de radio control. Los motores glow de combustión interna combinados con unidades de conductos de abanico fueron los primeros métodos disponibles para construir aviones de reacción a escala. A pesar de la introducción de modelos a escala de turborreactores, los ventiladores canalizados con motor eléctrico siguen siendo populares en aviones de aeromodelismo de bajo coste. Algunos aviones de ventilador conductos eléctricos pueden alcanzar velocidades de más de 320 km/h (200 mph).

## Ventajas

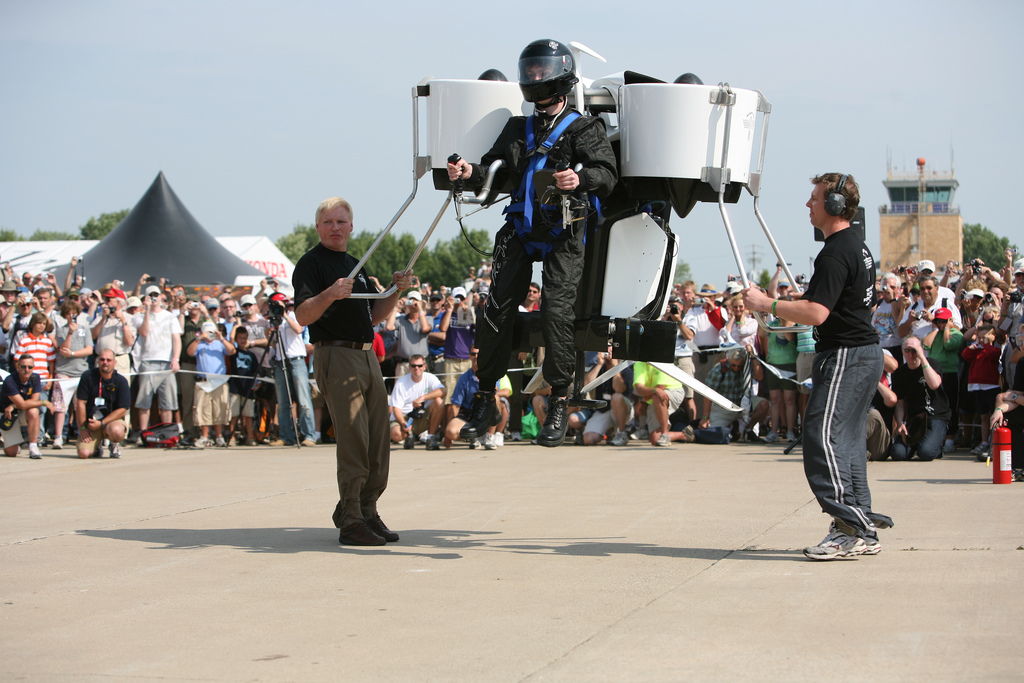
The Martin Jetpack, un aeroplano personal movido por una hélice tubular.

- Al reducir las pérdidas de punta de pala de la hélice, el ventilador canalizado es más eficiente en la producción de empuje que una hélice convencional, especialmente a baja velocidad y alto nivel de empuje estático (aeronaves, aerodeslizadores).
- Dimensionando adecuadamente la red de conductos, el diseñador puede ajustar la velocidad del aire a través del ventilador para que pueda operar de manera más eficiente que otra hélice a velocidades de rotación más altas.
- Para un mismo empuje estático, un ventilador tubular tiene un diámetro menor que una hélice libre, lo que permite mecanismos más pequeños.
- Los ventiladores con conductos son más silenciosos que los propulsores: se protegen del ruido del aspa y reducen la velocidad punta y la intensidad de los vórtices de punta los cuales contribuyen a la producción de ruido.
- Los ventiladores con conductos pueden permitir una cantidad limitada de empuje vectorial, algo para lo que las hélices normales no son muy adecuadas. Esto les permite ser utilizados en lugar de convertiplanos en algunas aplicaciones.
- Los ventiladores con conductos ofrecen una mayor seguridad en tierra.

## Desventajas
- Menos eficiente que una hélice en el crucero (al nivel de empuje inferior).
- Para una buena eficiencia se requieren muy pequeñas separaciones entre las puntas de las palas y el conducto.
- Requiere altas RPM y mínimas vibraciones.
- Complejo diseño del conducto y aumento de peso del sistema, incluso si construyen a partir de materiales compuestos avanzados.
- A gran ángulo de ataque, partes del conducto se detendrán y producirán resistencia aerodinámica.[3]